# Arc de Néron
L'arc de Néron (en latin : Arcus Neronis) est un arc de triomphe romain situé à Rome sur le Capitole, construit durant le règne de Néron et détruit peu après.

## Localisation
Il se trouve dans l'intermontum, baptisé Asylum, entre la colline de l'Arx et celle du Capitolium (in medio Capitolini montis),. Selon une hypothèse, il enjambe le Clivus Capitolinus à l'instar d'arcs républicains antérieurs comme l'arc de Scipion l'Africain et pourrait être le dernier à être franchi avant d'atteindre l'aire capitoline.

## Histoire
La construction de l'arc est ordonnée par Néron vers 62 ap. J.-C. pour commémorer les victoires de Corbulon sur les Parthes entre 58 et 60 qui ont permis à l'Empire romain de reprendre le contrôle de l'Arménie. L'arc a probablement été démantelé peu après la mort de Néron et sa condamnation à la damnatio memoriae,, à moins qu'il n'ait été détruit dans les incendies de 69 ou de 80 qui ont touché le Capitole.

## Description
La seule source qui nous est parvenue permettant de reconstituer l'arc sont des pièces de monnaie frappées à partir de 64 où l'arc est représenté en perspective au revers, l'avers portant le portrait de Néron,. Les premières pièces de ce type ont peut-être été frappées dans l'atelier monétaire de l'Arx, auquel cas les artisans ont certainement pris l'arc lui-même comme modèle. Selon cette représentation, il s'agit d'un arc à voûte simple surmonté d'un quadrige conduit par les figures de Victoria et de Pax. Les coins de l'attique sont occupés par des statues de soldats romains en bronze. La vue en perspective permet de mettre en évidence la présence d'une statue colossale de Mars occupant une alcôve latérale de l'arc. Les piliers et l'arche sont décorés de reliefs élaborés, une pratique innovante à l'époque qui est ensuite largement reprise.